# Jurij Ševcov
Jurij Anatoljevič Ševcov (rusko Юрий Анатольевич Шевцов), sovjetski (beloruski) rokometaš, * 16. december 1959, Minsk.
Leta 1988 je na poletnih olimpijskih igrah v Seulu v sestavi sovjetske rokometne reprezentance osvojil zlato olimpijsko medaljo.